# Pastores (Guatemala)
Pastores è un comune del Guatemala facente parte del dipartimento di Sacatepéquez.
L'abitato venne fondato dal conquistador Pedro de Alvarado y Contreras ed in passato era conosciuto con il nome "San Dionisio Pastores".